# Anochetus filicornis
Anochetus filicornis är en myrart som först beskrevs av Wheeler 1929.  Anochetus filicornis ingår i släktet Anochetus och familjen myror. Inga underarter finns listade i Catalogue of Life.